# Văn hóa Đại Vấn Khẩu

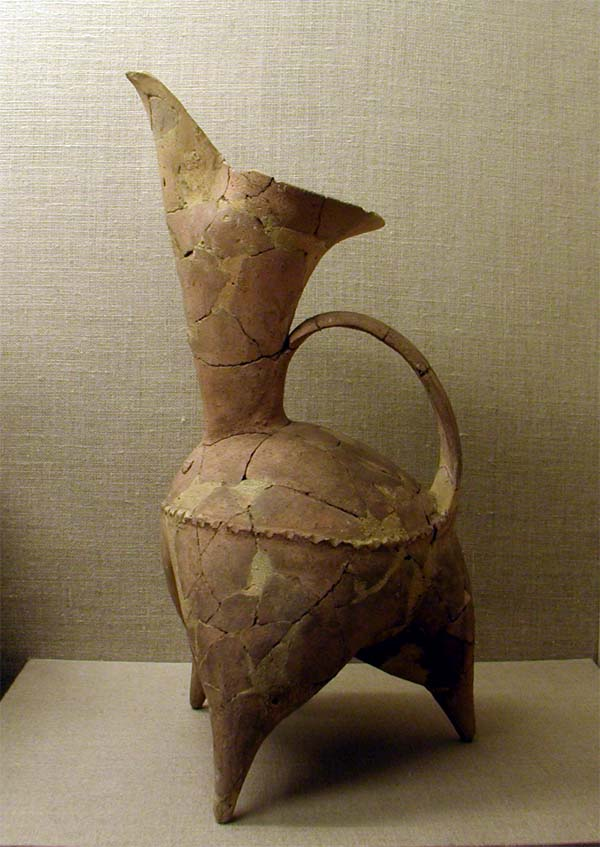
Quy (鬹) thuộc văn hóa Đại Vấn Khẩu

Văn hóa Đại Vấn Khẩu (tiếng Trung: 大汶口文化; bính âm: dàwènkǒu wénhuà) là tên gọi mà các nhà khảo cổ học đặt cho một nhóm các cộng đồng thời đại đồ đá mới sinh sống chủ yếu ở khu vực nay thuộc tỉnh Sơn Đông, song cũng xuất hiện tại An Huy, Hà Nam và Giang Tô. Nền văn hóa này tồn tại từ năm 4100 TCN đến năm 2600 TCN, tồn tại song song với văn hóa Ngưỡng Thiều. Các đồ tạo tác làm từ ngọc lam, ngọc thạch, ngà voi thường được phát hiện trong các di chỉ thuộc văn hóa Đại Vấn Khẩu. Mẫu trống cá sấu sớm nhất xuất hiện tại các di chỉ thuộc văn hóa Đại Vấn Khẩu.
Các nhà khảo cổ học thường phân văn hóa Đại Vấn Khẩu thành ba giai đoạn: giai đoạn đầu (4100-3500 TCN), giai đoạn giữa (3500-3000 TCN) và giai đoạn cuối (3000-2600 TCN). Dựa trên bằng chứng là các đồ tùy táng, giai đoạn đầu mang tính quân bình chủ nghĩa ở mức cao. Giai đoạn này có điểm đặc trưng là sự xuất hiện của các chiếc cốc được trang trí riêng, có chân cao. Trong giai đoạn giữa, đồ tùy táng bắt đầu nhấn mạnh đến yếu tố số lượng thay vì tính đa dạng. Trong giai đoạn cuối, các áo quan bằng gỗ bắt đầu xuất hiện trong việc an táng của văn hóa Đại Vấn Khẩu. Nền văn hóa này ngày càng trở nên phân tầng, một số mộ táng không có đồ tùy táng trong khi những mộ khác thì lại có một lượng lớn đồ tùy táng.

Di chỉ đặc trưng Đại Vấn Khẩu nằm tại Thái An, Sơn Đông, được khai quật vào các năm 1959, 1974 và 1978. Chỉ có địa tầng giữa tại Đại Vấn Khẩu là có liên hệ với văn hóa Đại Vấn Khẩu, địa tầng đầu tiên ứng với văn hóa Bắc Tân còn địa tầng cuối cùng ứng với biến thể Sơn Đông sơ khởi của văn hóa Long Sơn.